# Rue des Brasseurs (Namur)
La Rue des Brasseurs est une très ancienne voie de circulation urbaine de la ville de Namur (Belgique). Bordant la Sambre sur la dernière partie de son parcours (rive gauche) avant son confluent avec la Meuse, elle est une des plus anciennes rues du centre historique de la ville de Namur.

## Histoire
Axe principal de la ville au Moyen Âge, la rue des Brasseurs s’appelait à l’origine rue ‘en Vis’ (du latin vicus signifiant ‘petit bourg’) ce qui suggère une ancienneté remontant à l’époque romaine.
Au Moyen Âge, étuves, maisons de corporations, halles aux grains, moulins y ont leur siège ou installations. Aux XVIIe et XVIIIe siècles les brasseries familiales s’y implantent en grand nombre et lui donnent son nom de ‘rue des Brasseurs’. La proximité immédiate de la Sambre, grande voie de navigation fluviale qu’elle borde sur toute sa longueur, donne à la rue son caractère commercial, animé et prospère.
Avant les destructions causées par les multiples sièges qui affligèrent la ville de Namur à la fin du XVIIe siècle, les maisons bourgeoises étaient construites essentiellement en bois, matériau plus couteux que la pierre. Elles ont toutes disparu.
Plus tard les constructions se font en style traditionnel mosan, mélangeant la pierre et la brique (exemples aux no 107 et no 169 de la rue). Au XVIIIe siècle l’influence française se fait sentir. Le plus souvent derrière la maison de maitre ayant façade sur la rue des Brasseurs, se trouve une autre bâtisse ayant accès à la Sambre, séparée par une cour intérieure et à laquelle on accédait par un couloir latéral.

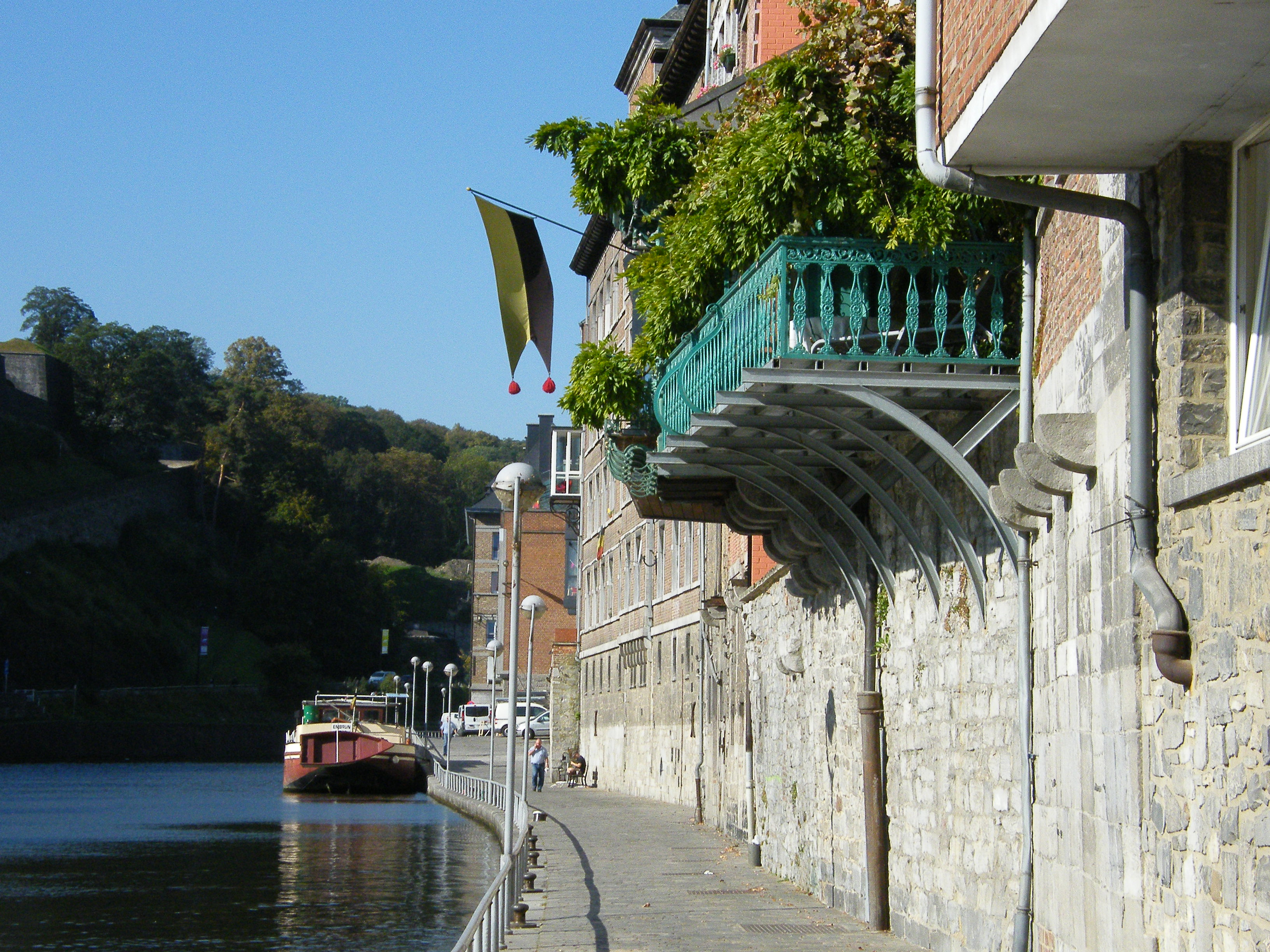
Côté Sambre de la rue des Brasseurs

Réhabilitée à la fin du XXe siècle, après avoir été menacée de disparition au profit d’une voie de circulation rapide en bord de Sambre, la rue des Brasseurs est devenue un modèle de mixité urbaine avec ses bureaux, ses logements modestes, quelques maisons bourgeoises et hôtels de maitre.